# سناء (حضرموت)
سناء هي إحدى قرى الجمهورية اليمنية. تتبع جغرافيا لمحافظة حضرموت و إداريًا لمديرية السوم. يبلغ تعداد سكانها 2195 نسمة حسب الإحصاء الذي أجري عام 2004.